# Lithacodia onytes
Lithacodia onytes là một loài bướm đêm trong họ Noctuidae.